# Oziroe
Oziroe, biljni rod iz porodice šparogovki smješten u vlastiti tribus Oziroeeae, dio je potporodice Scilloideae. Rod je opisan 1837. godine i pripada mu pet vrsta koje rastu po Južnoj Americi, od jugozapadnog Perua na jug do Čilea i Argentine. 
Tipična je vrsta Oziroe leuchlora Raf., sinonim za Oziroe arida (Poepp.) Speta. iz srednjeg Čilea.

## Vrste
1. Oziroe acaulis (Baker) Speta
2. Oziroe argentinensis (Lillo & Hauman) Speta
3. Oziroe arida (Poepp.) Speta
4. Oziroe biflora (Ruiz & Pav.) Speta
5. Oziroe pomensis Ravenna